# Мистида
Мистида је у грчкој митологији била нимфа.

## Митологија
Потицала је са острва Еубеје у централној Грчкој. Она је била дадиља малом Дионису, па је због тога поистовећивана са такође еубејанском нимфом Макридом. Персонификовала је иницијацију у мистерије, што и значи њено име. Нон ју је сматрао мајком Коримба, чије је име означавало бобице бршљана, а које су служиле као декорација при иницијацији. Осим са Макридом, поистовећивана је и са Комбом, мајком еубејанских корибанта. Према неким изворима, она је била обична девојка из Сидоније, која је била слушкиња, односно дадиља Ине, а коју је довео Кадмо да чува малог Диониса.